# Базанов, Игорь Яковлевич
Игорь Яковлевич Базанов (2 января 1924, Барнаул — неизвестно) — советский спортсмен (футбол — полузащитник, хоккей с шайбой — нападающий, тренер).

## Биография
Участник Великой Отечественной войны. В армию был призван в 1942 году в возрасте 18 лет. Воевал на 1-м Белорусском фронте, дошёл до Берлина в звании лейтенанта. Награжден медалями «За отвагу» (1943), «За победу над Германией в Великой Отечественной войне 1941—1945 гг.»
Играл во II группе первенства СССР по футболу за команды «Крылья Советов» Молотов (1947) и команду завода им. Баранова / «Большевик» Омск (1948—1949).
В сезоне 1949/50 выступал за команду «Динамо» Свердловск в чемпионате СССР по хоккею с шайбой. В следующем сезоне — играющий тренер команды первенства РСФСР «Спартак» Омск.